# Gigny-Bussy
Gigny-Bussy település Franciaországban, Marne megyében. Lakosainak száma 227 fő (2022. január 1.). Gigny-Bussy Arzillières-Neuville, Brandonvillers, Drosnay, Lignon, Saint-Chéron, Saint-Remy-en-Bouzemont-Saint-Genest-et-Isson és Somsois községekkel határos.

## Népesség
A település népességének változása:
| Lakosok száma | 259  | 241  | 244  | 248  | 232  | 226  | 228  | 237  | 239  | 227  |
|               | 1968 | 1982 | 1990 | 2006 | 2013 | 2015 | 2017 | 2019 | 2020 | 2022 |